# Сін Тхе Йон
Сін Тхе Йон (кор. 신태용, нар. 11 квітня 1969, Йондок) — південнокорейський футболіст, що грав на позиції півзахисника. По завершенні ігрової кар'єри — футбольний тренер.
Грав за національну збірну Південної Кореї, а протягом 2017—2018 років очолював її тренерський штаб.

## Клубна кар'єра
Займався футболом в університетській команді університету Йоннам.
У дорослому футболі дебютував 1992 року виступами за команду клубу «Ільва Чунма», в якій провів всю свою ф футбольну кар'єру гравці, взявши участь у 296 матчах чемпіонату. 
Завершив професійну ігрову кар'єру в австралійському клубі «Брисбен Роар».

## Виступи за збірну
1987 року дебютував у складі юнацької збірної Південної Кореї, взяв участь у 4 іграх на юнацькому рівні, відзначившись 2 забитими голами.
Протягом  1988 — 1992 років залучався до складу молодіжної збірної Південної Кореї. 
У складі національної збірної Південної Кореї виступав з 1992 по 1997, провів 23 матчі в яких забив три голи.

## Кар'єра тренера
Закінчивши виступи на футбольному полі, почав тренерську роботу. З 2005 по 2008 асистент головного тренера австралійського клубу «Брисбен Роар».
2009 року очолив тренерський штаб професійного клубу «Ільва Чунма», в якому пропрацював до 2012 року.
У 2014 був асистентом головного тренера національної збірної Південної Кореї.
У 2015—2016 роках очолював олімпійську збірну Південної Кореї. На чолі збірної — учасник футбольного турніру на Олімпійських іграх 2016 року у Ріо-де-Жанейро.
Після олімпійського турніру очолив тренерський штаб молодіжної збірної U-20, а 4 липня 2017 року став головним тренером національної збірної Південної Кореї, змінивши німецького спеціаліста Улі Штіліке.
Керував діями своєї національної команди на чемпіонаті світі 2018 року. Корейці програли перші дві гри у своїй групі, що залишало їм шанс на вихід до плей-оф лише за умови їх перемоги з перевагою у щонайменше два м'яі над діючими чемпіонами світу, німцями, та перемоги збірної Мексики над шведами у паралельній грі. Азійська команди неочікувано виконала свою частини завдання — здолала «бундестім» з рахунком 2:0, залишивши діючих чемпіонів світу поза стадією плей-оф та опустивши їх на останній рядок підсумкової турнірної таблиці групи. Однак у паралельному матчі впевнену перемогу здобула збірна Швеції, тож південнокорейці до плей-оф також не вийшли.
Після завершення «мундіалю» Син Тхе Йонг залишив тренерський місток національної команди.
28 грудня 2019 року підписав чотирирічний контракт Індонезійською федерацією та очолив національну збірну Індонезія ставши першим корейцем, який очолив збірну. Окрім цього був головним тренером ще двох збірних U20 та U23.

## Досягнення

### Гравець
Південна Корея
- Переможець Юнацького (U-16) кубка Азії: 1986

«Ільва Чунма»
- К-Ліга

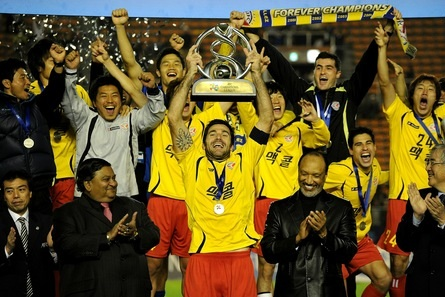
Соннам Ільва Чунма переможець Ліги чемпіонів АФК у 2010 році.

  - Переможець: 1993, 1994, 1995, 2001, 2002, 2003

### Тренер
- Переможець Ліги чемпіонів АФК: 2010
- Переможець Кубка Східної Азії: 2017